# Aeroporto Internacional Ibrahim Nasir
O Aeroporto Internacional Ibrahim Nasir (IATA: MLE, ICAO: VRMM), também conhecido como Aeroporto Internacional de Malé e Aeroporto Hulhulé é o principal aeroporto internacional das Maldivas, localizado na Ilha de Hulhulé, norte do Atol de Malé, onde está localizada Malé, capital do país.
O aeroporto entrou em funcionamento em 12 de abril de 1966, sob o nome de Aeroporto Hulhulé, e em 11 de novembro de 1981 foi renomeado para Aeroporto Internacional de Malé. O aeroporto, estatal desde sua fundação, foi operado pela Maldives Airport Company Limited até novembro de 2010, quando ocorreu sua privatização. Desde então, sua operação passou a ser realizada pela GMR Male International Airport Private Limited. O aeroporto foi novamente renomeado para Aeroporto Internacional Ibrahim Nasir em 26 de julho de 2011, visando homenagear Ibrahim Nasir, presidente das Maldivas durante a construção do aeroporto.
Não há como chegar no aeroporto por meios de transporte rodoviário, pois não existem pontes que conectem a Ilha de Hulhulé ao resto do arquipélago. Para chegar e sair do aeroporto, os passageiros podem utilizar o serviço de balsas, ou fazer conexão a partir de outros aeroportos.